# 広川インターチェンジ (和歌山県)
広川インターチェンジ（ひろがわインターチェンジ）は、和歌山県有田郡広川町井関にある湯浅御坊道路のインターチェンジである。川辺ICのフルインター化まで、湯浅御坊道路で唯一のフルICであった。和歌山方面に乗る車線と、白浜方面から降りる車線は平面交差している。上り線（大阪方面）は次の湯浅ICがハーフICで降りることができないため、湯浅町中心部への最寄ICとなっている。

## 道路
- E42 湯浅御坊道路（28番）

## 沿革
- 1994年7月11日：湯浅御坊道路吉備IC-広川IC開通と同時に開設。（和歌山方面）
- 1996年3月30日：湯浅御坊道路広川IC-御坊IC開通と同時にみなべ・白浜方面への通行が可能となる。

## 周辺
- 広川町立南広小学校井関分校

## 接続する道路
- 国道42号

## 料金所

### 入口
- レーン数：2
  - ETC専用：1
  - 一般：1

### 出口
- レーン数：2
  - ETC専用：1
  - 一般：1

## 隣
E42 湯浅御坊道路
(27)湯浅IC - (28)広川IC - (28-1)広川南IC